# Royston (Hertfordshire)
Royston is een civil parish in het bestuurlijke gebied North Hertfordshire, in het Engelse graafschap Hertfordshire. De plaats telt 15.781 inwoners.

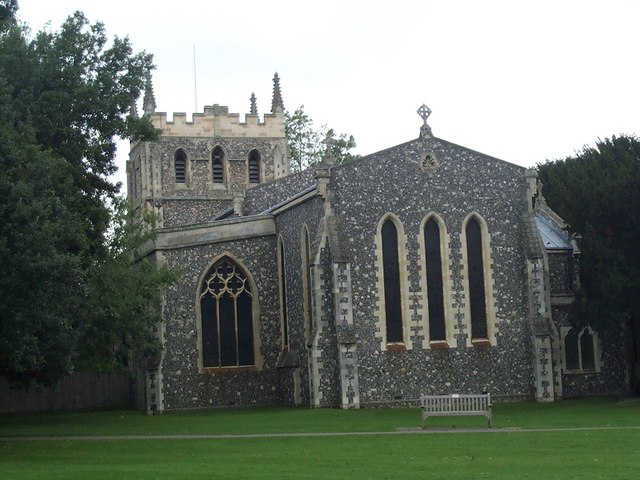
Kerk van Royston